# Peter Gordon Cooper
Peter Gordon Cooper (* 3. März 1948 in King Island) ist ein australischer Badmintonspieler.

## Karriere
Peter Cooper nahm 1977 und 1980 an den Badminton-Weltmeisterschaften teil. 1977 wurde er jeweils 17. im Herreneinzel und im Herrendoppel. 1980 belegte er Platz 9 im Herrendoppel, Platz 17 im Mixed und Platz 33 im Herreneinzel.

## Sportliche Erfolge
| Saison | Veranstaltung              | Disziplin    | Platz | Name                                |
| ------ | -------------------------- | ------------ | ----- | ----------------------------------- |
| 1971   | Australische Meisterschaft | Herrendoppel | 1     | Peter Cooper / Christopher Hardwick |
| 1971   | Australische Meisterschaft | Mixed        | 1     | Peter Cooper / Joan Kennington      |
| 1972   | Australische Meisterschaft | Herrendoppel | 1     | Peter Cooper / Christopher Hardwick |
| 1972   | Australische Meisterschaft | Mixed        | 1     | Peter Cooper / Joan Kennington      |
| 1973   | Australische Meisterschaft | Herrendoppel | 1     | Peter Cooper / Christopher Hardwick |
| 1974   | Australische Meisterschaft | Herreneinzel | 1     | Peter Cooper                        |
| 1974   | Australische Meisterschaft | Herrendoppel | 1     | Peter Cooper / Colin Criddle        |
| 1974   | Australische Meisterschaft | Mixed        | 1     | Peter Cooper / Joan Kennington      |
| 1975   | Australische Meisterschaft | Herreneinzel | 1     | Peter Cooper                        |
| 1977   | Weltmeisterschaft          | Herrendoppel | 17    | Peter Cooper / Bryan Purser         |
| 1977   | Weltmeisterschaft          | Herreneinzel | 17    | Peter Cooper                        |
| 1980   | Weltmeisterschaft          | Mixed        | 17    | Peter Cooper / Robyn Hobba          |
| 1980   | Weltmeisterschaft          | Herreneinzel | 33    | Peter Cooper                        |
| 1980   | Weltmeisterschaft          | Herrendoppel | 9     | Paul Kong / Peter Cooper            |